# Quốc ca Peru
Quốc ca Peru (tiếng Tây Ban Nha: Himno Nacional del Perú) là quốc ca của Cộng hòa Peru. Bài quốc ca được sáng tác bởi Jose Bernardo Alcedo và lời bài hát của nó được viết bởi Jose de la Torre Ugarte.

## Lịch sử
Sau khi tuyên bố độc lập, Tướng Jose de San Martín đã tổ chức một cuộc thi công khai để lấy quốc ca cho Peru. Lời kêu gọi cạnh tranh đã được công bố trên Ngày 7 tháng 8 năm 1821 và xuất hiện trên Công báo.
Thông báo được gửi chủ yếu đến các giáo viên của belles-lettres, nhà soạn nhạc và nghiệp dư của công chúng; họ đã phải nộp các tác phẩm của mình cho Bộ Ngoại giao trước ngày 18 tháng 9 năm 1821. Tác giả của vở kịch được bầu sẽ được khen thưởng với sự công nhận của công chúng và chính phủ.
Bảy tác phẩm tham gia cuộc thi đã được trình bày như sau:
- Tác phẩm của nhạc sĩ trưởng của tiểu đoàn "Numancia"
- Phòng của thầy Alcedo
- Phòng của thầy Huapaya
- Phòng của thầy Tena
- Phòng của Filomeno
- Vở kịch của Cha Aguilar, chủ nhân của nhà nguyện Agustinianos
- Một mảnh khác của bậc thầy Alcedo, theo yêu cầu của Anh trai của Tu viện thành phố Domingo Domingo.

Sau khi nghe bản sản xuất cuối cùng của bậc thầy Jose Bernardo Alcedo, Tướng Jose de San Martín đứng dậy và hét lên: "Không còn nghi ngờ gì nữa, đây là Quốc ca Peru". Ngày hôm sau, nghị định đã ký xác nhận ý kiến này nêu rõ giữa sự nhiệt tình và hứng thú. Quốc ca lần đầu tiên được phát sóng công khai vào đêm 23 tháng 9 năm 1821 tại Nhà hát Năm, trước mặt San Martín và những người ủng hộ độc lập, được đoàn tụ tại thủ đô. Giọng ca tuyệt vời của người phụ nữ của Rosa Merino, là người đầu tiên hát quốc ca, từ các nhà thơ của nhà thơ gốc Don José de la Torre Ugarte của Ica. Sau khi nghe nhạc và lời bài hát quốc ca lần đầu tiên, khán giả đã phản ứng với một tràng pháo tay vang dội nhắm vào Alcedo, người đã điều khiển dàn nhạc.

## Lời bài hát
| Dưới đây là lời bài quốc ca \| Lời bài hát tiếng Tây Ban Nha Coro Somos libres seámoslo siempre, seámoslo siempre y antes niegue sus luces sus luces, ¡sus luces el Sol! Que faltemos al voto solemne que la patria al Eterno elevó, Que faltemos al voto solemne que la patria al Eterno elevó. Que faltemos al voto solemne que la patria al Eterno elevó. I (cựu câu hát chính thức) Largo tiempo el peruano oprimido la ominosa cadena arrastró condenado a una cruel servidumbre largo tiempo, largo tiempo, largo tiempo en silencio gimió. Mas apenas el grito sagrado ¡Libertad! en sus costas se oyó la indolencia de esclavo sacude la humillada, la humillada, la humillada cerviz levantó, la humillada cerviz levantó, cerviz levantó... Coro II Y al estruendo de broncas cadenas que escucharon tres siglos de horror, de los libres al grito sagrado que oyó atónito el mundo, cesó. Por doquier San Martín inflamado, libertad, libertad, pronunció, y meciendo su base los Andes la anunciaron, también, a una voz. III Con su influjo los pueblos despiertan y cual rayo corrió la opinión; desde el istmo a las tierras del fuego, desde el fuego a la helada región. Todos juran romper el enlace que Natura a ambos mundos negó, y quebrar ese cetro que España reclinaba orgullosa en los dos. IV Lima cumple su voto solemne, y, severa, su enojo mostró, al tirano impotente lanzando, que intentaba alargar su opresión. A su esfuerzo saltaron los grillos y los surcos que en sí reparó, le atizaron el odio y venganza que heredó de su Inca y Señor. V Compatriotas, no más verla esclava. Si humillada tres siglos gimió, para siempre jurémosla libre, manteniendo su propio esplendor. Nuestros brazos, hasta hoy desarmados estén siempre cebando el cañón, que algún día las playas de Iberia sentirán de su estruendo el terror. VI (Câu hát thứ năm) Excitemos los celos de España pues presiente con mengua y furor que en concurso de grandes naciones nuestra patria entrará en parangón. En la lista que de éstas se forme llenaremos primero el reglón que el tirano ambicioso Iberino, que la América toda asoló. VII (Hiện tại hát chính thức) En su cima los Andes sostengan la bandera o pendón bicolor, que a los siglos anuncie el esfuerzo que ser libres, que ser libres que ser libres por siempre nos dio. A su sombra vivamos tranquilos, y al nacer por sus cumbres el Sol, renovemos el gran juramento que rendimos, que rendimos que rendimos al Dios de Jacob, que rendimos al Dios de Jacob, al Dios del Jacob... Coro \| Bản dịch tiếng Việt Điệp khúc Chúng tôi tự do! Có thể chúng ta luôn như vậy, có thể chúng ta luôn như vậy! Và có thể the Sun từ bỏ ánh sáng của nó, ánh sáng của nó, ánh sáng của nó, Trước khi chúng ta phá vỡ lời thề trọng thể mà quê hương đã nâng lên đến cõi vĩnh hằng, Trước khi chúng ta phá vỡ lời thề trọng thể mà quê hương nâng lên đến cõi vĩnh hằng. Trước khi chúng ta phá vỡ lời thề trọng thể mà quê hương nâng lên đến cõi vĩnh hằng. I (cựu câu hát chính thức) Trong một thời gian dài người Peru bị áp bức chuỗi đáng ngại mà anh ấy kéo Bị kết án với một nô lệ tàn nhẫn trong một thời gian dài, trong một thời gian dài một lúc lâu anh khẽ rên rỉ. Nhưng ngay khi tiếng khóc thiêng liêng Sự tự do! trong bờ biển của nó đã được nghe sự xấc xược của nô lệ bị sỉ nhục, bị sỉ nhục, cổ nhục lên, cổ nhục lên, cổ ngẩng lên... Điệp khúc II Bây giờ tiếng gầm của chuỗi thô mà chúng tôi đã nghe về ba thế kỷ kinh hoàng từ tự do, tại tiếng khóc thiêng liêng rằng thế giới nghe thấy kinh ngạc, chấm dứt. Ở mọi nơi bị viêm San Martín "Tự do", "Tự do", ông phát âm; và Andes, làm rung chuyển căn cứ của họ, công bố nó là tốt, đồng thanh. III Với sự đổ bộ của nó, mọi người thức dậy, và giống như ánh sáng chạy ý kiến; từ Isthmus đến Tierra del Fuego, và từ Tierra del Fuego đến các vùng băng giá. Mọi người thề sẽ phá vỡ liên kết Thiên nhiên đó phủ nhận với cả hai thế giới, và phá vỡ quyền trượng mà Tây Ban Nha đã ngả, tự hào, trên cả hai. IV Lima hoàn thành lời thề trọng thể này, và, nghiêm trọng, sự tức giận của nó cho thấy bằng cách ném ra bạo chúa bất lực, người đã cố gắng kéo dài sự áp bức của mình. Trong nỗ lực của nó, xiềng xích bị nứt, và các luống mà nó đã tự sửa chữa khuấy động lòng thù hận và báo thù của nó, được thừa hưởng từ Inca và Chúa tể. V Đồng hương, chúng ta có thể thấy nó là nô lệ không nữa. Nếu trong ba thế kỷ nó rên rỉ, nhục nhã, mãi mãi chúng ta có thể thề rằng nó sẽ miễn phí, duy trì sự huy hoàng của riêng mình. Cánh tay của chúng ta, cho đến hôm nay không vũ trang, có phải họ luôn sẵn sàng đại bác, rằng một ngày nào đó các bãi biển của Iberia sẽ cảm thấy sự kinh hoàng của tiếng gầm của nó VI (Câu hát thứ năm) Chúng ta có thể khơi dậy sự ghen tị của Tây Ban Nha vì nó có linh cảm, với mong muốn và giận dữ, trong một cuộc thi của các quốc gia lớn đất nước chúng tôi sẽ được so sánh. Trong danh sách được hình thành bởi những chúng tôi sẽ điền vào dòng đầu tiên, đi trước bạo chúa người Bỉ đầy tham vọng, người đã tàn phá tất cả châu Mỹ. VII (Hiện tại hát chính thức) Trên đỉnh của nó có thể Andes duy trì cờ hai màu hoặc tiêu chuẩn, có thể công bố cho các thế kỷ nỗ lực đó là tự do, đó là miễn phí đó là miễn phí đã cho chúng tôi mãi mãi. Dưới cái bóng của nó, chúng ta có thể sống bình tĩnh và, khi sinh ra mặt trời trong các đỉnh của nó, tất cả chúng ta có thể làm mới lời thề tuyệt vời mà chúng tôi đã kết xuất, mà chúng tôi đã kết xuất rằng chúng tôi đã kết xuất với Thần của Jacob, rằng chúng tôi đã trả lại cho Thần Jacob, Thần Jacob... Điệp khúc \| - Quốc tế ca - Quốc kỳ Peru | |
| Lời bài hát tiếng Tây Ban Nha Coro Somos libres seámoslo siempre, seámoslo siempre y antes niegue sus luces sus luces, ¡sus luces el Sol! Que faltemos al voto solemne que la patria al Eterno elevó, Que faltemos al voto solemne que la patria al Eterno elevó. Que faltemos al voto solemne que la patria al Eterno elevó. I (cựu câu hát chính thức) Largo tiempo el peruano oprimido la ominosa cadena arrastró condenado a una cruel servidumbre largo tiempo, largo tiempo, largo tiempo en silencio gimió. Mas apenas el grito sagrado ¡Libertad! en sus costas se oyó la indolencia de esclavo sacude la humillada, la humillada, la humillada cerviz levantó, la humillada cerviz levantó, cerviz levantó... Coro II Y al estruendo de broncas cadenas que escucharon tres siglos de horror, de los libres al grito sagrado que oyó atónito el mundo, cesó. Por doquier San Martín inflamado, libertad, libertad, pronunció, y meciendo su base los Andes la anunciaron, también, a una voz. III Con su influjo los pueblos despiertan y cual rayo corrió la opinión; desde el istmo a las tierras del fuego, desde el fuego a la helada región. Todos juran romper el enlace que Natura a ambos mundos negó, y quebrar ese cetro que España reclinaba orgullosa en los dos. IV Lima cumple su voto solemne, y, severa, su enojo mostró, al tirano impotente lanzando, que intentaba alargar su opresión. A su esfuerzo saltaron los grillos y los surcos que en sí reparó, le atizaron el odio y venganza que heredó de su Inca y Señor. V Compatriotas, no más verla esclava. Si humillada tres siglos gimió, para siempre jurémosla libre, manteniendo su propio esplendor. Nuestros brazos, hasta hoy desarmados estén siempre cebando el cañón, que algún día las playas de Iberia sentirán de su estruendo el terror. VI (Câu hát thứ năm) Excitemos los celos de España pues presiente con mengua y furor que en concurso de grandes naciones nuestra patria entrará en parangón. En la lista que de éstas se forme llenaremos primero el reglón que el tirano ambicioso Iberino, que la América toda asoló. VII (Hiện tại hát chính thức) En su cima los Andes sostengan la bandera o pendón bicolor, que a los siglos anuncie el esfuerzo que ser libres, que ser libres que ser libres por siempre nos dio. A su sombra vivamos tranquilos, y al nacer por sus cumbres el Sol, renovemos el gran juramento que rendimos, que rendimos que rendimos al Dios de Jacob, que rendimos al Dios de Jacob, al Dios del Jacob... Coro | Bản dịch tiếng Việt Điệp khúc Chúng tôi tự do! Có thể chúng ta luôn như vậy, có thể chúng ta luôn như vậy! Và có thể the Sun từ bỏ ánh sáng của nó, ánh sáng của nó, ánh sáng của nó, Trước khi chúng ta phá vỡ lời thề trọng thể mà quê hương đã nâng lên đến cõi vĩnh hằng, Trước khi chúng ta phá vỡ lời thề trọng thể mà quê hương nâng lên đến cõi vĩnh hằng. Trước khi chúng ta phá vỡ lời thề trọng thể mà quê hương nâng lên đến cõi vĩnh hằng. I (cựu câu hát chính thức) Trong một thời gian dài người Peru bị áp bức chuỗi đáng ngại mà anh ấy kéo Bị kết án với một nô lệ tàn nhẫn trong một thời gian dài, trong một thời gian dài một lúc lâu anh khẽ rên rỉ. Nhưng ngay khi tiếng khóc thiêng liêng Sự tự do! trong bờ biển của nó đã được nghe sự xấc xược của nô lệ bị sỉ nhục, bị sỉ nhục, cổ nhục lên, cổ nhục lên, cổ ngẩng lên... Điệp khúc II Bây giờ tiếng gầm của chuỗi thô mà chúng tôi đã nghe về ba thế kỷ kinh hoàng từ tự do, tại tiếng khóc thiêng liêng rằng thế giới nghe thấy kinh ngạc, chấm dứt. Ở mọi nơi bị viêm San Martín "Tự do", "Tự do", ông phát âm; và Andes, làm rung chuyển căn cứ của họ, công bố nó là tốt, đồng thanh. III Với sự đổ bộ của nó, mọi người thức dậy, và giống như ánh sáng chạy ý kiến; từ Isthmus đến Tierra del Fuego, và từ Tierra del Fuego đến các vùng băng giá. Mọi người thề sẽ phá vỡ liên kết Thiên nhiên đó phủ nhận với cả hai thế giới, và phá vỡ quyền trượng mà Tây Ban Nha đã ngả, tự hào, trên cả hai. IV Lima hoàn thành lời thề trọng thể này, và, nghiêm trọng, sự tức giận của nó cho thấy bằng cách ném ra bạo chúa bất lực, người đã cố gắng kéo dài sự áp bức của mình. Trong nỗ lực của nó, xiềng xích bị nứt, và các luống mà nó đã tự sửa chữa khuấy động lòng thù hận và báo thù của nó, được thừa hưởng từ Inca và Chúa tể. V Đồng hương, chúng ta có thể thấy nó là nô lệ không nữa. Nếu trong ba thế kỷ nó rên rỉ, nhục nhã, mãi mãi chúng ta có thể thề rằng nó sẽ miễn phí, duy trì sự huy hoàng của riêng mình. Cánh tay của chúng ta, cho đến hôm nay không vũ trang, có phải họ luôn sẵn sàng đại bác, rằng một ngày nào đó các bãi biển của Iberia sẽ cảm thấy sự kinh hoàng của tiếng gầm của nó VI (Câu hát thứ năm) Chúng ta có thể khơi dậy sự ghen tị của Tây Ban Nha vì nó có linh cảm, với mong muốn và giận dữ, trong một cuộc thi của các quốc gia lớn đất nước chúng tôi sẽ được so sánh. Trong danh sách được hình thành bởi những chúng tôi sẽ điền vào dòng đầu tiên, đi trước bạo chúa người Bỉ đầy tham vọng, người đã tàn phá tất cả châu Mỹ. VII (Hiện tại hát chính thức) Trên đỉnh của nó có thể Andes duy trì cờ hai màu hoặc tiêu chuẩn, có thể công bố cho các thế kỷ nỗ lực đó là tự do, đó là miễn phí đó là miễn phí đã cho chúng tôi mãi mãi. Dưới cái bóng của nó, chúng ta có thể sống bình tĩnh và, khi sinh ra mặt trời trong các đỉnh của nó, tất cả chúng ta có thể làm mới lời thề tuyệt vời mà chúng tôi đã kết xuất, mà chúng tôi đã kết xuất rằng chúng tôi đã kết xuất với Thần của Jacob, rằng chúng tôi đã trả lại cho Thần Jacob, Thần Jacob... Điệp khúc |

1. ↑  "National Anthem of Peru - Himno Nacional del Peru". limaeasy.com. ngày 18 tháng 8 năm 2021.
2. ↑  "Peru – nationalanthems.info" (bằng tiếng Anh). Truy cập ngày 4 tháng 1 năm 2022.
3. ↑  "Contigo Perú: a review of the history and anecdotes of the second national anthem". peru.info (bằng tiếng Anh). Truy cập ngày 4 tháng 1 năm 2022.
4. ↑  "Peru's national anthem: a colossal bummer?". The World from PRX (bằng tiếng Anh). Truy cập ngày 4 tháng 1 năm 2022.
5. ↑  "National Anthem of Peru (El Himno Nacional) — Jaime Cuadra". Last.fm (bằng tiếng Anh). Truy cập ngày 4 tháng 1 năm 2022.
6. ↑  "The National Anthem Of Peru Essay - 1627 Words | Bartleby". www.bartleby.com. Truy cập ngày 4 tháng 1 năm 2022.